# Kathedrale Mariä Himmelfahrt (Victoria)

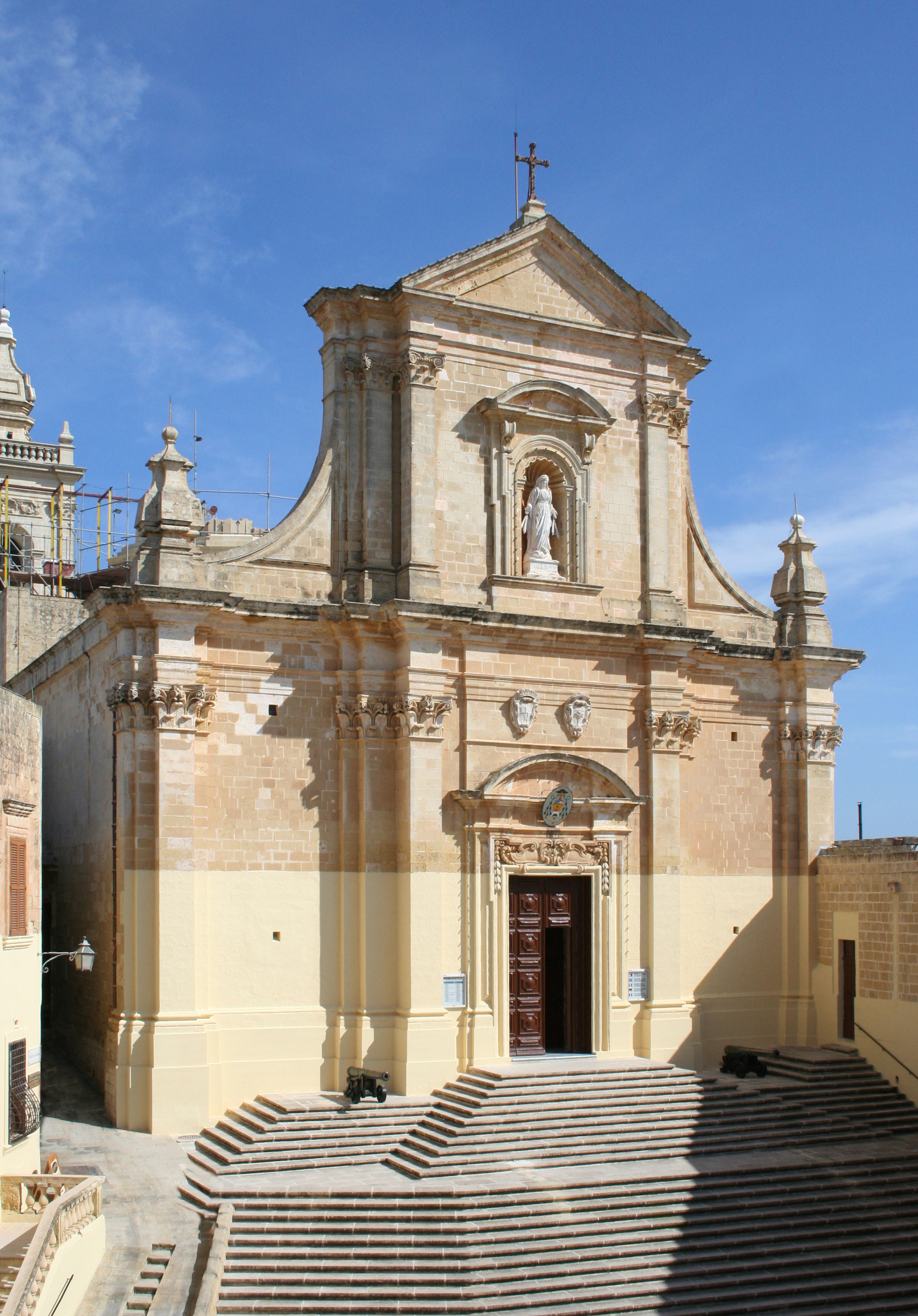
Kathedrale Mariä Himmelfahrt von Gozo, Fassadenansicht, Feb 2006

Die Kathedrale Mariä Himmelfahrt der Zitadelle von Victoria (maltesisch Knisja Katidrali ta’ Għawdex, englisch Cathedral of the Assumption of the Blessed Virgin Mary) ist die Bischofskirche des römisch-katholischen Bistums Gozo, das die Inseln Gozo und Comino umfasst. Sie wurde zwischen 1697 und 1711 nach Entwürfen des maltesischen Barockbaumeisters Lorenzo Gafà erbaut. Er erbaute auch die Kathedrale von Malta.

## Geschichte
Die Kathedrale von Gozo ist bereits das dritte Kirchengebäude, das an dieser Stelle errichtet wurde. Die erste, ursprüngliche Byzantinische Architektur aus dem 6. Jahrhundert wurde von den Arabern zwischen 870 und 1127 zerstört und durch eine Moschee ersetzt. Von ihr gibt es an der Kathedrale heute keine Spuren mehr, lediglich Reste eines phönizischen Astarte- sowie eines späteren darüberliegenden römischen Juno-Tempels. Historische Dokumente belegen allerdings, dass der Normannenfürst Roger I. im Jahr 1127 an dieser Stelle eine Moschee in eine Kirche zurückverwandeln ließ. In einer Zeit, als der überwiegende Teil der maltesischen Christen auf der Insel Gozo lebte (1127–1249), fungierte sie vermutlich als Kathedrale von Malta und Gozo. Als Sanctae Mariae Ecclesia Matrice oder Mutterkirche von Gozo wurde sie 1435 bezeichnet und war Mariä Aufnahme in den Himmel gewidmet.
Über lange Zeit litt die Insel Gozo unter den Überfällen der Korsaren und Sarazenen, die das Volk versklavten. So fiel die Kirche 1551 einem Piratenüberfall zum Opfer, wurde aber wieder notdürftig repariert. Nur drei Jahre später wiederholte sich der Vorgang. Das Leben hier war damals so gefährlich, dass die Bevölkerung bis 1673 per Gesetz verpflichtet war, die Nächte innerhalb der Zitadelle zu verbringen. Nach dem Erdbeben von 1693 wurde schließlich ein Neubau beschlossen und nach den Entwürfen Lorenzo Gafàs umgesetzt. Der Grundstein wurde am 21. September 1697 gelegt, und Gafàs Meisterwerk am 11. Oktober 1716 geweiht. Papst Pius IX. setzte es am 16. September 1864 als Kathedrale der neu eingerichteten Diözese Gozo [und Comino] ein. Mit Papst Johannes Paul II. besuchte im Jahre 1992 erstmals ein Papst die Kathedrale.
Zwischen der Kirchengemeinde der Marienkathedrale und derjenigen der Basilika San Ġorġ herrscht seit Generationen eine ausgeprägte Rivalität. Beide Gemeinden haben einen eigenen Musikverein (die Marienkathedrale die Soċjetà Filarmonika Leone, die Georgsbasilika die Soċjetà Filarmonika La Stella), von denen jede ein eigenes Opernhaus besitzt (siehe auch: Opernhäuser auf Gozo).

## Architektur

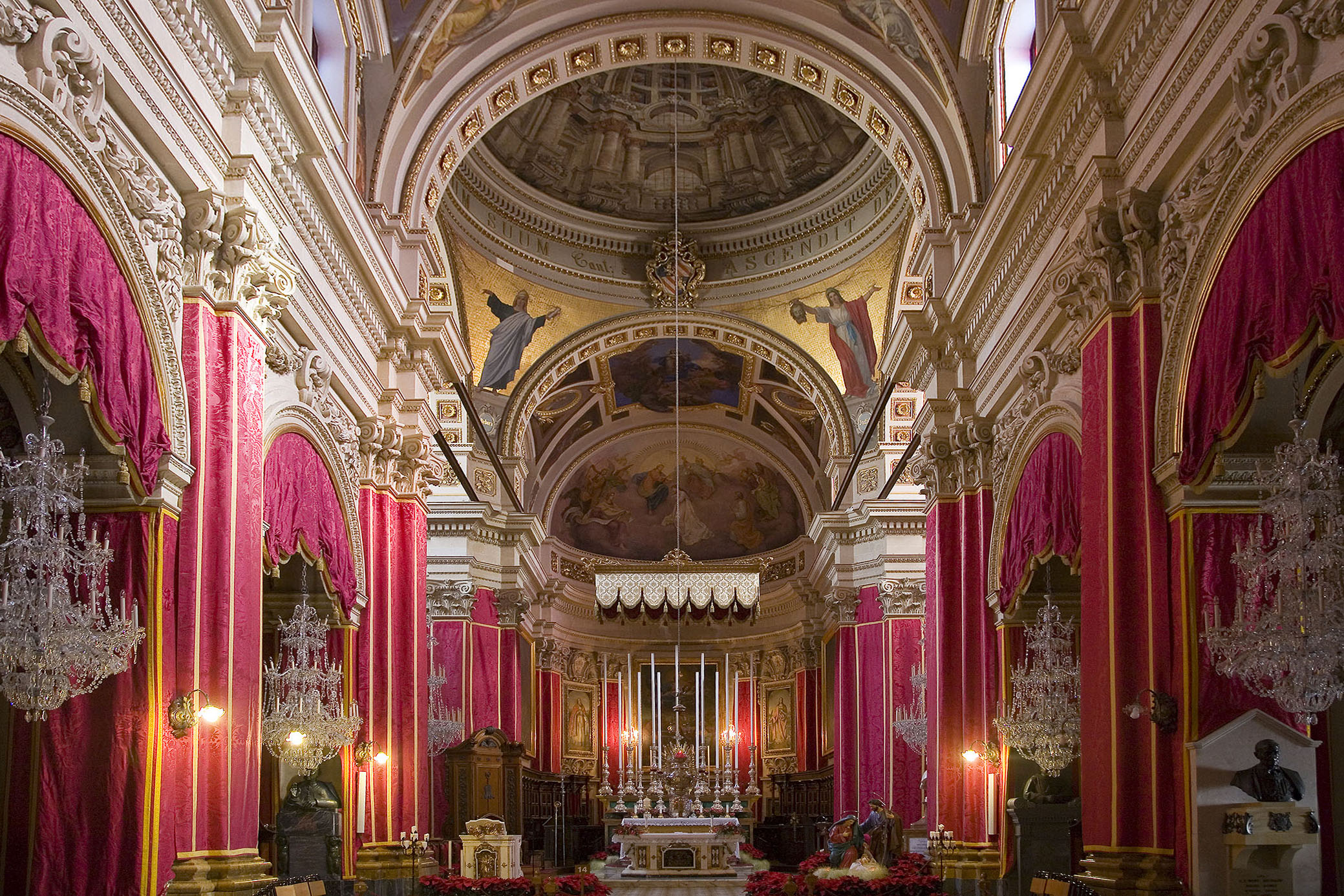
Innenansicht, Dezember 2008

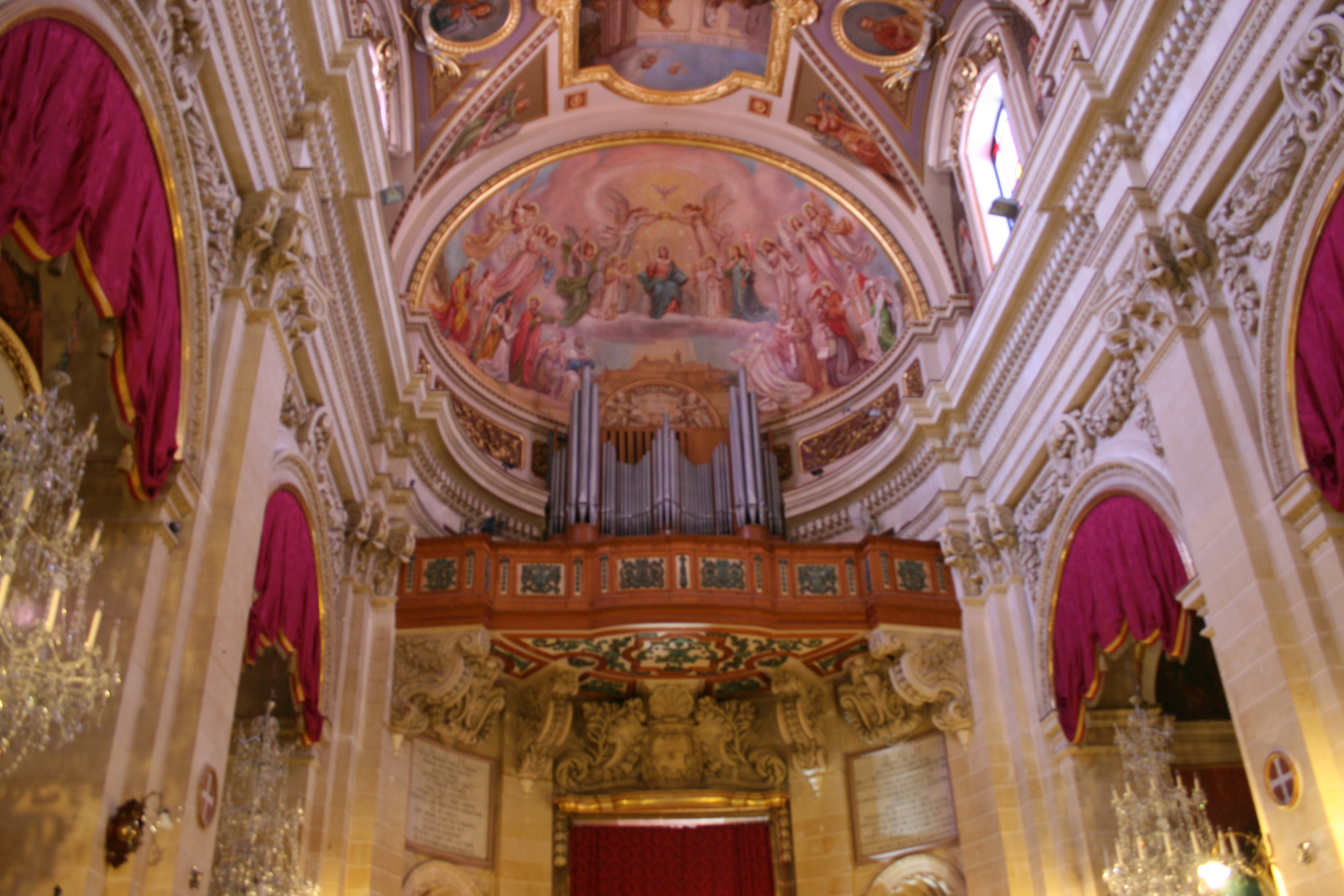
Orgelempore mit der hessischen Orgel, Dezember 2008

Die Kathedrale des Bistums Gozo wurde zwischen 1697 und 1711 nach den Entwürfen des Maltesers Lorenzo Gafà mit örtlich vorhandenem Kalkstein in feinster Barockarchitektur und einem großen, frei stehenden Glockenturm an der nordöstlichen Seite erbaut. Aus finanziellen Gründen verzichtete man dabei auf die ursprünglich vorgesehene Kuppel und beschränkte sich auch auf einen einfachen Grundriss in Form eines Lateinischen Kreuzes und eine schmucklose Außenfassade. Um dennoch den Eindruck eines Kuppelbaus zu erwecken, schuf später Antonio Manuele Pippi von Messina das berühmte perspektivische Deckengemälde im Inneren, welches mittels optischer Täuschung wie eine Kuppel wirkt (Trompe-l’œil-Gemälde). Die fünf alten Glocken wurden inzwischen durch fünf neue Glocken der britischen Glockenbaufirma John Taylor Bellfounders Limited aus Loughborough, Leicestershire ersetzt. Sie erklingen regelmäßig zu besonderen Anlässen.
Seit 2006 zieren zwei riesige Bronzestatuen vor der Kathedrale das Hauptportal: Papst Pius IX. auf der linken Seite und Papst Johannes Paul II., der die Kathedrale 1992 besuchte, auf der rechten Seite. Beide Figuren sind Arbeiten A. Camilleri-Cauchis im Auftrag der Fondaria Storica Chiurazzi di Napoli.

## Ausstattung
Die sehr graziöse und harmonische Innenausstattung der Kathedrale trägt sämtliche Charakteristika des Gafà-Baustils. Die Flachdecke mit dem Trompe-l’œil-Deckengemälde vollendet schließlich die Apertur der Kathedrale.
Die Orgel der Mariä-Himmelfahrt-Kathedrale von Gozo ist ein Meisterwerk der hessischen Firma Werner Bosch Orgelbau aus Niestetal. Sie wurde 1955 aufgestellt und 2017 gründlich überholt von Robert Buhagiar aus Zabbar (Malta).

## Mittelschiff
Grabplatten aus dem 17. bis 19. Jahrhundert mit Einlegearbeiten in verschiedenfarbigem Marmor bedecken den gesamten Kirchenboden, darunter sind Ordensritter beigesetzt. Das Taufbecken (links des Hauptportals) und der Nachbau (gegenüber) wurden 1742 aus einem Block Onyx geformt, den man auf der Insel Gozo fand. Besonders wertvoll sind auch die Gemälde im Mittelschiff, welche Episoden aus Marias Leben repräsentieren. Über den Fenstern befindet sich die Darstellung der Apostel, in den Fensterseiten die der Propheten. Sie wurden alle von Gianni Vella (1909–1917) geschaffen.
Wenn man das Mittelschiff über die schönen Marmorgrabplatten vor zum Presbyterium läuft, wird einen früher oder später das berühmte perspektivische Deckengemälde auffallen, welches mittels optischer Täuschung wie eine Kuppel wirkt (Trompe-l’œil-Gemälde). Es ist das Meisterwerk Antonio Manuele Pippi von Messinas aus dem Jahre 1739.
Der Altartisch und der dazu passende Ambo ist von Alfred Camilleri-Cauchi im Jahr 2000 aus einem einzigen Block Carrara-Marmor und vergoldeten Bronzeornamenten gefertigt worden. Der Bischofsthron befindet sich dahinter. Dort auf der rechten Seite befindet sich auch das von Mario Gori 1864 geschaffene Denkmal für Papst Pius IX. Der Hochaltar (Rom, Vincenzo Belli, 1858) ist mit wertvollem Malachit und vergoldetem Rahmen in die Kathedrale eingearbeitet. Hinter dem Hochaltar befindet sich das aus Kastanienholz gefertigte Chorgestühl mit 24 Plätzen für die Kanoniker und 14 Plätzen für die Bistumspriester. Das Altarhauptgemälde zeigt Mariä Aufnahme in den Himmel (Michele Busutti, 1791), das am 15. August 1975 feierlich gekrönt wurde. Die beiden großen Seitenwände Mariä Geburt und Unbefleckte Empfängnis sind zwei Jahre später ebenfalls von Busutti gemalt worden. Die Seitengemälde Publius und Agatha von Catania stammen von Attilo Palombi. Er hatte sie 1900 gemalt.

### Nördliches Seitenschiff

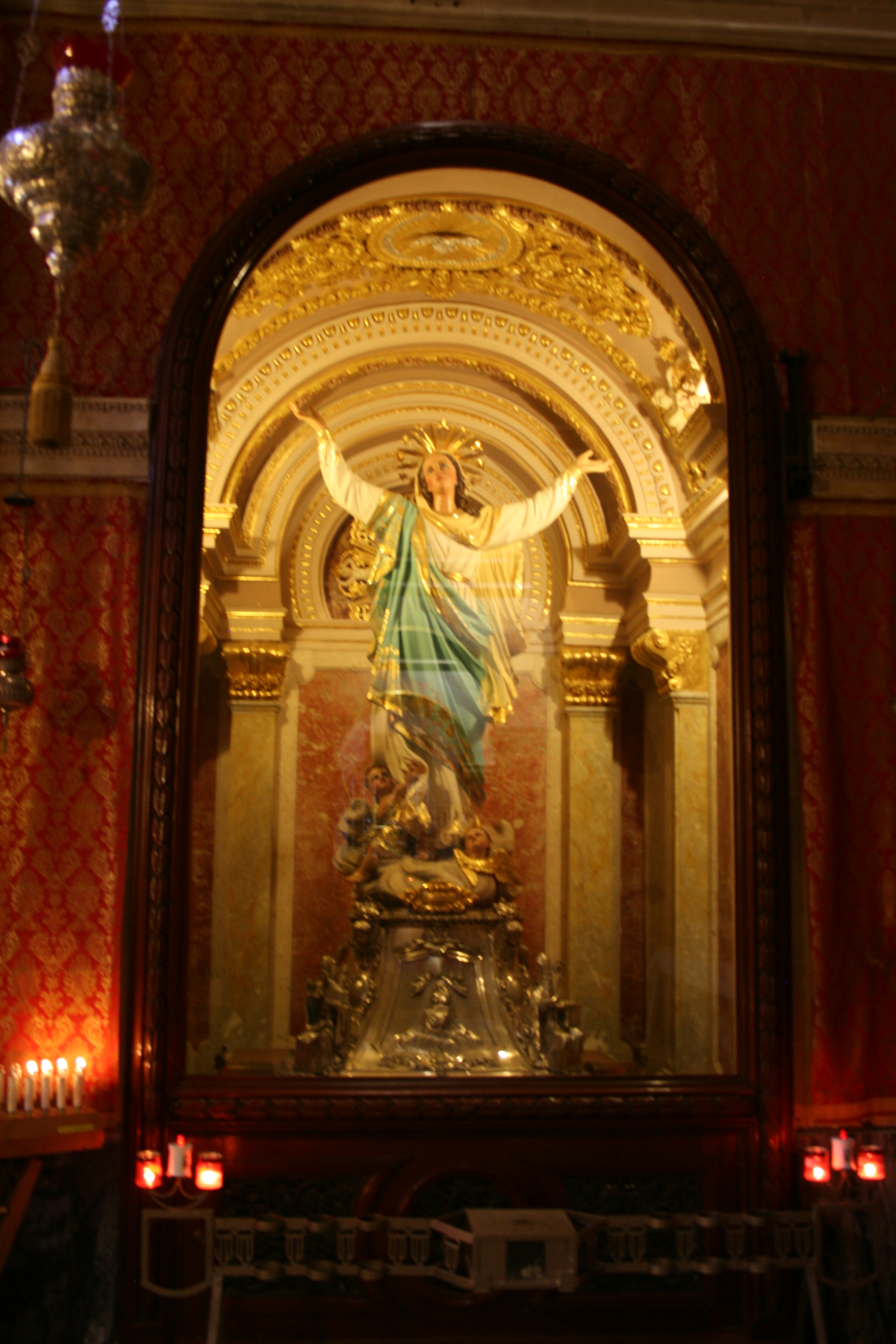
Marienstatue (Rom, 1897) in der Kathedrale von Gozo

Die erste Kapelle ist mit einem Altar von Tommaso Madiona (1852) dem sogenannten Apostel von Rom Philipp Neri gewidmet, der eine herausragende Gestalt der Gegenreformation im Rom des 16. Jahrhunderts war. Das kleine Gewölbe und die Lünetten in dieser Kapelle sowie den anderen hier sind eine Arbeit des Künstlers Pawlu Camilleri-Cauchi (1990–2005).
Die fromme Marienstatue (Rom, 1897) links neben der Kapelle Philipp Neris wurde am 29. April 1956 von der Leone Philharmonic Society der Kathedrale von Gozo und Comino gespendet. Sie steht auf einem silbernen Sockel. Jährlich am 15. August wird sie während einer Marienprozession schulterhoch durch die Stadt Victoria getragen, seit die Leone Philharmonic Society die externen Feierlichkeiten der Maria 1897 einführten.
Die North Entrance Chapel zeigt die Schutzheiligen sämtlicher Dörfer Gozos, jeder die Miniatur seiner jeweiligen Dorfkirche tragend. An der Eingangstür befindet sich eine Inschrift, die an den Kathedralbesuch von Queen Elizabeth II. am 30. Mai 1992 erinnert. Ein Altar von Michele Busutti (1792) gedenkt der Flucht Josefs nach Ägypten. Unter dem Fußgewölbe befindet sich das Denkmal von Antonio Sciortino aus dem Jahre 1940, das den 3. Bischof von Gozo (Pietro Pace) zeigt.

### Nördliches Querschiff
Das nördliche Querschiff zeigt mit dem Abendmahl Jesu von Giuseppe d’Arena (1703) dessen Meisterwerk und eines der bedeutendsten Gemälde der Kathedrale. Die Plakette am Eingang zur Blessed Sacrament Chapel enthält den Teil der Rede Johannes Paul II. während seines Kathedralbesuches am 26. Mai 1992. Der Altar Unsere liebe Frau von Soledad in dieser Kapelle ist von Francesco Zahra (1751). Auf der linken Seite befindet sich das Giovanni Castelletti Memorial (1544, renoviert 1717), auf der rechten Seite das Grab Bischof Giuseppe Paces, welcher 6. Bischof von Gozo war. Es wurde 1962 von Carlo Pisi gefertigt.

### Südliches Querschiff
Der Altar der allerseligsten Jungfrau Maria vom Rosenkranz ist von einem unbekannten, römischen Künstler um 1716. An dessen Fußsockel ist ein Bildnis Papst Pius IX. aufgestellt.

### Südliches Seitenschiff
In der Chapel of Relics (Reliquienkapelle) befindet sich der Altar Die Verklärung des Herrn (1736). Die Büste hier zeigt Ursula von Köln, welche die Schutzheilige von Gozo ist. Sie war der Legenda aurea nach eine bretonische Königstochter und Missionarin im römischen Britannien. Auf der linken Seite der Chapel of Relics befinden sich Denkmal und Grab des erst kürzlich verstorbenen Bischof Nikol Cauchi, 7. Bischof von Gozo (Werk Alfred Camilleri-Cauchis, 2012).
Die St Ursula Chapel zeigt einen Altar von Giuseppe Hyzler aus dem Jahre 1831. Darunter befindet sich das Grab Bischof Ġwanni-Marija Camilleris, des 4. Bischofs von Gozo. Über die Südkapelle gelangt man in die Sakristei. Die Gemälde hier zeigen die Stiftung der Marienstatue an die Mariä-Himmelfahrt-Kathedrale von Gozo 1956 sowie die berühmte Operation Pedestal 1942 während des Zweiten Weltkrieges. Darunter befindet sich das Denkmal Vincenzo Apaps aus dem Jahre 1976 für Bischof Michael Gonzi, 5. Bischof von Gozo. Eine weitere Kapelle nahe dem Kathedraleingang zeigt mit einem Altargemälde den Begründer des Paulanerordens Franz von Paola.